# Crates de Tarso
Crates de Tarso fue un filósofo de Tarso (Anatolia) que vivió durante el siglo II a. C. Fue un escolarca que dirigió la Academia platónica entre 131 y 127 a. C., sucedió a Carnéades el Joven y fue sucedido por Clitómaco.